# (3992) Wagner
(3992) Wagner (1987 SA7) – planetoida z grupy pasa głównego asteroid okrążająca Słońce w ciągu 5 lat i 91 dni w średniej odległości 3,02 j.a. Została odkryta 29 września 1987 roku.